# Alamar

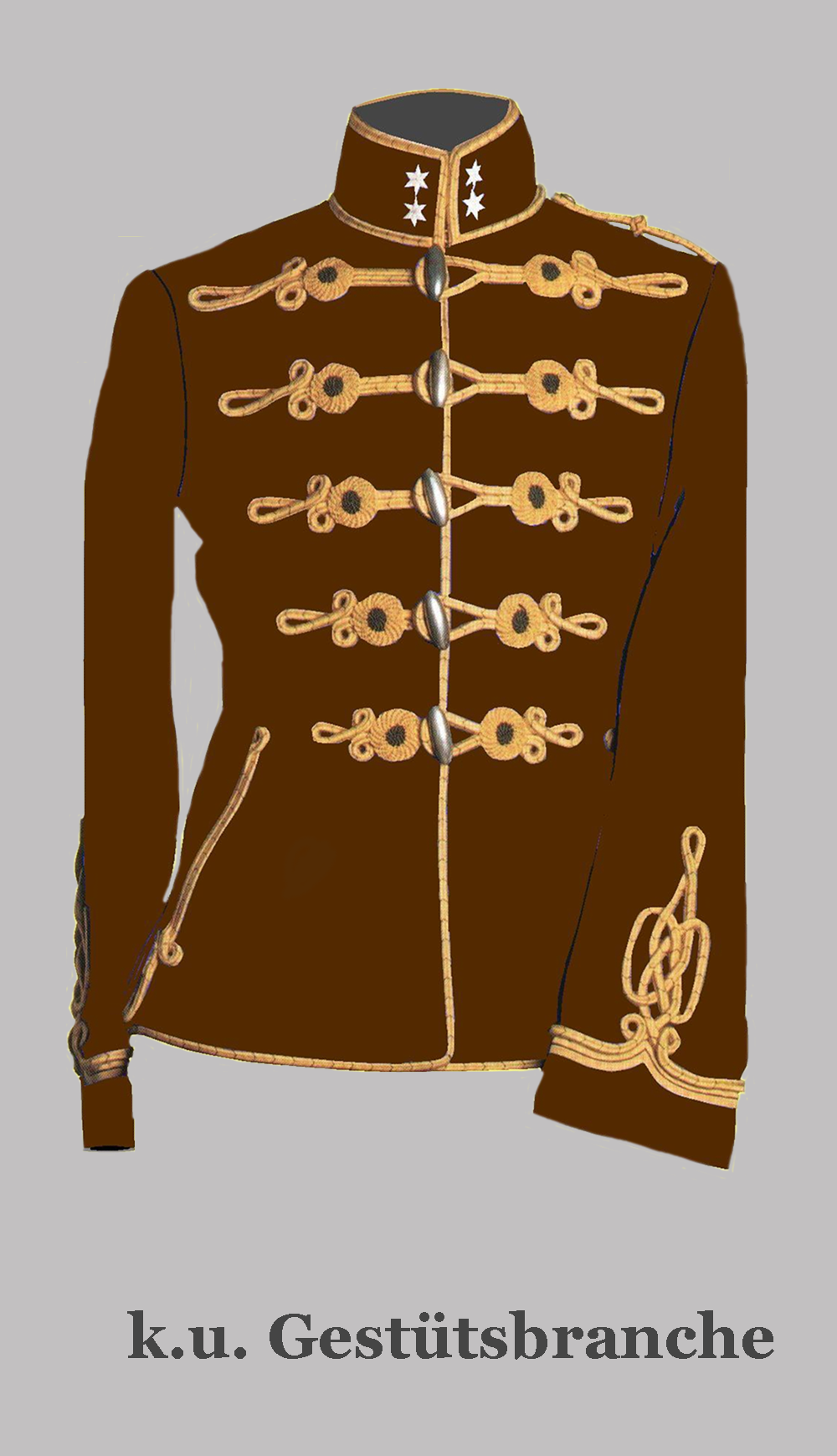
Jaqueta abotoada com alamares

O alamar é um tipo de presilha feita com uma fita de seda, pele ou cordão, fechada em laço para formar um olhal através do qual passa o botão, com que se apertam e adornam roupas.

## Militar
Peça de uniforme militar constituída de cordões entrelaçados, usada em certas corporações pelos oficiais de estado-maior e ajudantes de ordens